# جيم هوي
جيم هوي (بالإنجليزية: Jim Hoey)‏ هو لاعب كرة قاعدة أمريكي، ولد في 30 ديسمبر 1982 في ترنتون في الولايات المتحدة.

## وصلات خارجية
- جيم هوي على موقع دوري كرة القاعدة الرئيسي (الإنجليزية)
- جيم هوي على موقعبيزبول رفرنس.كوم (الدوري الرئيسي) (الإنجليزية)
- جيم هوي على موقعبيزبول رفرنس.كوم (الدوري الثانوي) (الإنجليزية)
- جيم هوي على موقع إي إس بي إن.كوم (أم.أل.بي) (الإنجليزية)
- جيم هوي على موقع مشجعي الرسوم البيانية (الإنجليزية)